# Adolf Engler
Heinrich Gustav Adolf Engler (25 tháng 3 năm 1844 – 10 tháng 10 năm 1930) là một nhà thực vật học người Đức. Ông nổi tiếng trong các nghiên cứu về phân loại học thực vật và địa lí thực vật học, thể hiện qua các tác phẩm Die natürlichen Pflanzenfamilien (The Natural Plant Families), biên tập bởi Karl Prantl.
Ngay cả bây giờ, hệ thống phân loại thực vật của ông - hệ thống Engler, vẫn được dùng để hệ thống hóa tiêu bản thực vật và phân loại thực vật. Nó còn là hệ thống duy nhất phân loại tất cả các loài "thực vật" (theo nghĩa rộng hơn, từ tảo đến thực vật có hoa) ở một mức độ chuyên môn cao.
Engler đã công bố một số lượng lớn các công trình phân loại. Nhiều họa sĩ khác nhau đã minh họa cho các cuốn sách của ông, đáng chú ý là Joseph Pohl (1864–1939), một họa sĩ đã học nghề với vai trò là một thợ khắc gỗ. Kỹ năng của Pohl đã thu hút sự chú ý của Engler, họ bắt đầu hợp tác trong 40 năm. Pohl đã tạo ra hơn 33.000 hình vẽ trong 6.000 bản in của Die naturlichen Pflanzenfamilien. Ông cũng minh họa Das Pflanzenreich (1900-1953), Die Pflanzenwelt AFRIKAS (1908-1910), Monographien afrikanischer Pflanzenfamilien (1898-1904) và tạp chí Engler's botanische Jahrbücher.

## Tiểu sử

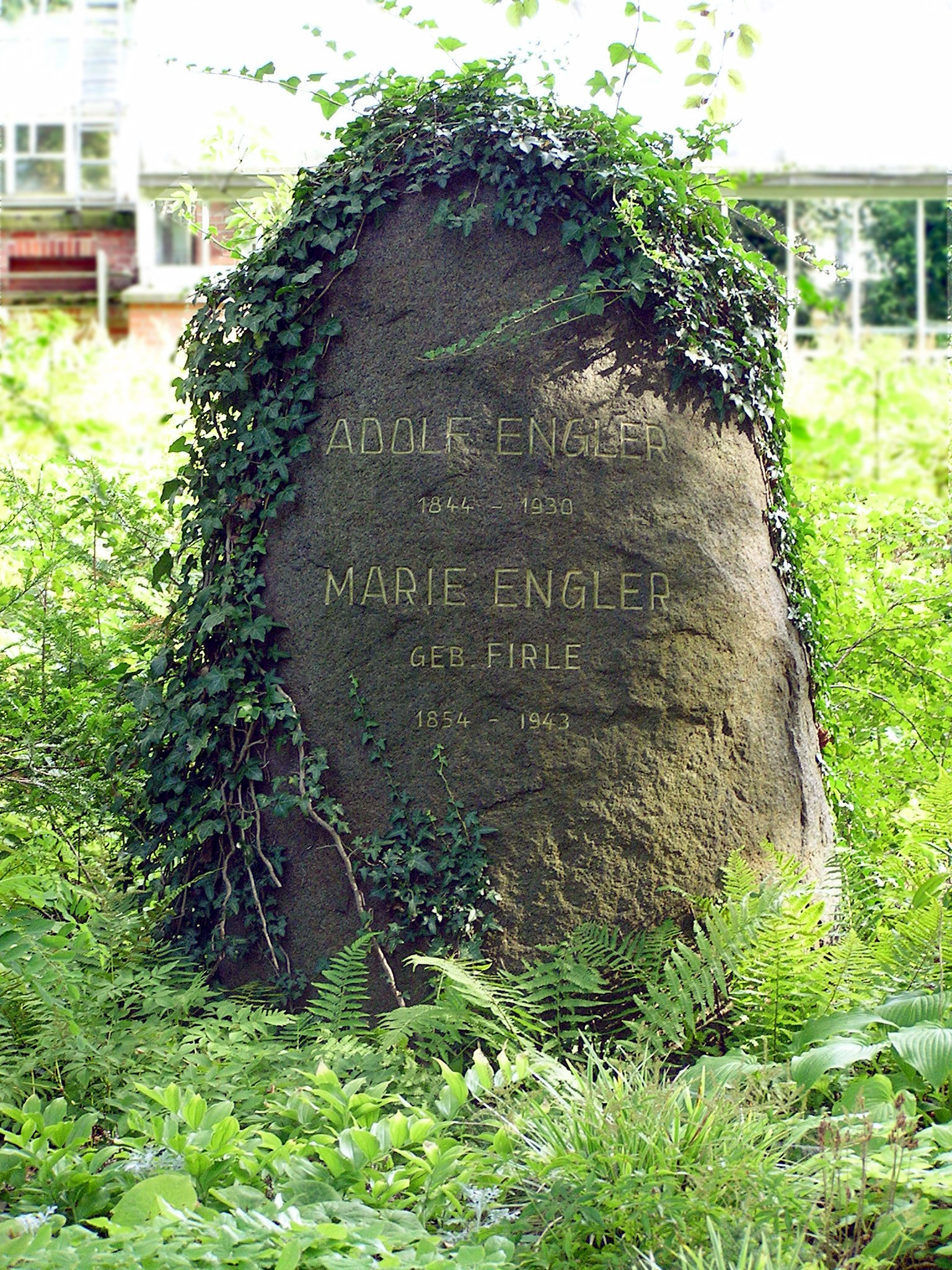
Tảng đá kỉ niệm Engler tại Vườn Bách thảo Berlin

Adolf Engler sinh ngày 25 tháng 3 năm 1844, tại Sagan, Silesia, nay là Żagań, ở miền tây Ba Lan với tên là Heinrich Gustav Adolf Engler, và qua đời tại Berlin, Đức, vào ngày 10 tháng 10 năm 1930.
Ông học và lấy bằng tiến sĩ tại Đại học Breslau (nay là Wrocław, Ba Lan) vào năm 1866. Sau một vài năm giảng dạy, vào năm 1871, ông trở thành người quản lý bộ sưu tập thực vật của Botanische Institute der Ludwig Maximilian University München (Viện thực vật Munich) cho đến năm 1878. Sau đó ông nhận làm giáo sư tại Đại học Kiel, nơi ông giảng dạy hệ thống phân loại thực vật đến năm 1884. Cũng trong năm 1878, Engler được bầu vào Viện hàn lâm Khoa học Leopoldina, Học viện Lịch sử Tự nhiên Đức. Ông trở lại Breslau vào năm 1884, với tư cách là giám đốc vườn thực vật, kế nhiệm Goeppert và được bổ nhiệm giáo sư thực vật học tại Đại học Breslau. Từ 1889 đến 1921, Engler là giáo sư tại Đại học Berlin, đồng thời là giám đốc của Vườn thực vật Berlin-Dahlem, biến nó thành một trong những vườn thực vật quy mô nhất thế giới.
Ông đã đến thăm một số khu vực trên thế giới, mở rộng kiến thức về phân loại thực vật có hoa, đặc biệt là ở châu Phi.

## Công trình nghiên cứu

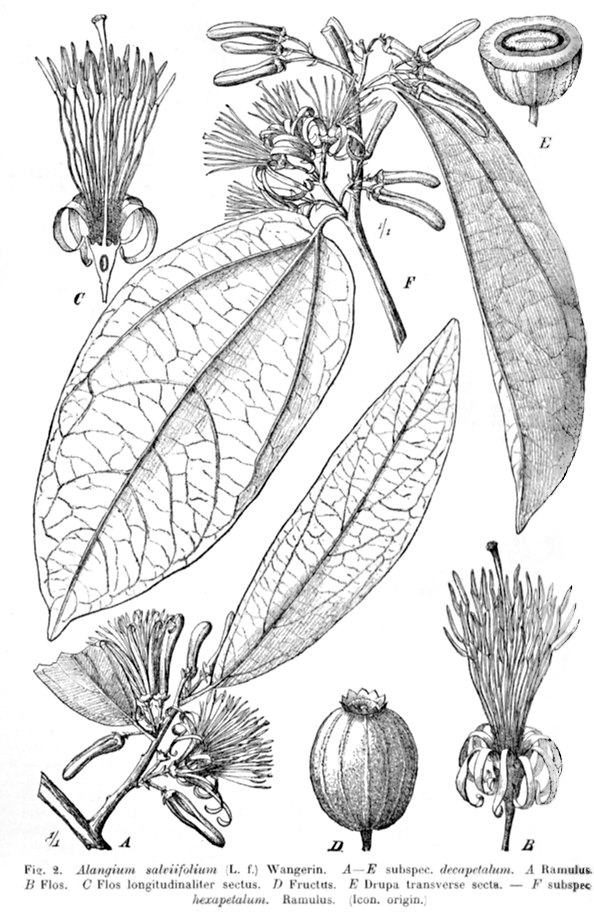
Minh họa loài Alangium salviifolium trong Das Pflanzenreich

### Phân loại thực vật
Bên cạnh nghiên cứu về phân loại thực vật nói chung, ông còn là một chuyên gia trong một số bậc phân loại, chẳng hạn như Saxifraga, Araceae, Burseraceae và những bậc khác.
Adolf Engler đã hợp tác với một số nhà thực vật học vĩ đại khác, bao gồm Alphonse de Candolle trong Monographiae Phanerogamarum (Monographs of Flowering Plants) và C.F.P. von Martius trong tác phẩm giá trị Flora Brasiliensis (Flora of Brazil).
Ông thành lập tạp chí Botanische Jahrbücher für Systematik, Pflanzengeschichte und Pflanzengeographie (Botanical Yearbook for Systematics, Plant Phylogeny and Phytogeography, ISSN 0006-8152), được xuất bản ở Leipzig, Đức. Năm 2010, ấn phẩm này đã đổi tên thành Plant Diversity and Evolution: Phylogeny, Biogeography, Structure and Function, ISSN 1869-6155.
- Die Natürlichen Pflanzenfamilien (The Natural Plant Families), biên tập bởi Karl Prantl và nhiều chuyên gia nổi tiếng, 1887–1915, 23 tập: Loạt bài khổng lồ này là một trong số rất ít các tác phẩm chi tiết (kể từ thời Linnaeus) phân loại thực vật từ tảo đến thực vật có hoa, tạo thành một tác phẩm vô giá. Một phiên bản thứ hai, không hoàn chỉnh đã được xuất bản (1924–1980) với 28 phần của Duncker und Humblot Verlag, Berlin.[1][3] Một số tập đã được tái bản bằng tiếng Anh.[4] Phiên bản thứ hai khó sử dụng trong nhiều năm vì không có phần nào được lập chỉ mục cho đến năm 1984, khi một chỉ mục được xuất bản trong Annals of the Missouri Botanical Garden.[5]
- Das Pflanzenreich (The Plant Kingdom), với sự cộng tác của nhiều chuyên gia nổi tiếng, 1900–1968: Loạt sách chuyên khảo về vương quốc thực vật này hiện chưa hoàn chỉnh.[1][6]
- Syllabus der Pflanzenfamilien, tái bản lần thứ 12, do H. Melchior & E. Werdermann biên tập, với sự cộng tác của nhiều chuyên gia nổi tiếng, 1954–1964: Đây là bản tóm tắt gần đây nhất của hệ thống Engler và đưa ra các mô tả về các mức phân loại cao hơn, gồm hai tập.[1]

### Địa lí thực vật học
Ông là một trong những người tiên phong trong lĩnh vực khoa học này, nhấn mạnh tầm quan trọng của các yếu tố như địa chất đối với đa dạng sinh học và xác định các khu vực sinh thái vào năm 1879.
- Vegetation der Erde (Vegetation of the Earth), 1896, với O. Drude.
- Die Pflanzenwelt Ost-Afrikas und der Nachbargebiete (The Plant World of Eastern Africa and the Adjacent Regions), 1895 (có sẵn tại Biodiversity Heritage Library)

## Sự công nhận
Ông đã được trao Huy chương Linnean vào năm 1913. Hiệp hội quốc tế về phân loại thực vật (tạm dịch từ tiếng Anh: International Association for Plant Taxonomy) thành lập Huy chương Engler vào năm 1986 để vinh danh ông, huy chương được trao tặng những cá nhân có đóng góp xuất sắc trong phân loại thực vật.
Tạp chí Englera (ISSN 0170-4818) được xuất bản bởi Vườn thực vật Berlin-Dahlem, Đức, cũng được đặt theo tên ông. Nhiều chi (trong các nhóm "thực vật" khác nhau) được đặt tên để vinh danh ông, như Englerastrum, Englerella, Engleria, Englerina, Englerocharis, Englerodaphne, Englerodendron và Englerophytum.